# Felálló madársóska
A felálló madársóska (Oxalis stricta) a madársóskafélék családjába tartozó, Észak-Amerikában őshonos, Európában inváziós fajként viselkedő növény.

## Megjelenése
A felálló madársóska 10–40 cm magas, lágyszárú egynyári vagy évelő növény. Elágazó szára egyenesen felálló, elálló szőrökkel borított, de lehetnek rajta felszínhez simuló szőrök is; esetenként lekopaszodik. A szárcsomóknál nem gyökerezik le. 1,5–2 cm-es, világoszöld levelei hármasan összetettek, a levélkék hosszuk egynegyedéig-egyötödéig karéjosak. A levélnyél tövénél - a rokon hazai fajoktól eltérően - nincs pálhalevél. A többi madársóskához hasonlóan gyenge fényviszonyok között a levelek összecsukódnak.
Áprilistól októberig virágzik. 1-5 virága álernyőt alkot. Az 1,5 cm átmérőjű virágok kocsányai felállók vagy vízszintesen oldalra állnak. Öt sárga szirma 4–8 mm hosszú. A csészelevelek 3–4 mm-esek, hegyes végűek, rövid szőrökkel borítottak. A porzók száma tíz, amikhez egy bibe társul.
Termése 7–12 mm hosszú, keskeny, hegyes toktermés. Felületén 0,5–2 mm-es elálló, világoszöld szőrök találhatóak; kisebb, hozzásimuló szőrök nincsenek. 1-1,3 mm-es magvait 8-12 keresztirányú ránc barázdálja.
A felálló madársóskán kívül Magyarországon három másik rokon faj fordul elő, az őshonos erdei madársóska (O. acetosella) és a szintén invazív szürke madársóska (O. corniculata) és parlagi madársóska (O. dillenii).

## Elterjedése
Észak-Amerikában, az Egyesült Államok keleti és középső részén őshonos, nyugaton Indiana államtól keleten Pennsylvaniáig, délen pedig Georgia és Louisiana államokig. Európába feltehetően a 19. század végén került át.
Magyarországra valamikor a 20. század elején került. Első megjelenése nem ismert, 1925-ben már biztosan megtalálható volt. Az egész ország területén előfordul, de a Nyugat-Dunántúlon (Szigetköz, Kisalföld, Őrség, Zalai-dombság) különösen gyakori gyomnövény.

## Életciklusa
Melegebb éghajlat alatt évelő, hűvösebb körülmények között (mint Magyarországon) egynyári növény. Főleg magokkal terjed. Felnyíló tokterméseik több méterre is elszórják a magokat, amelyek legjobban 15–26 °C-on csíráznak. A virágok áprilisban jelennek meg rajta, de folyamatosan virágzik, egészen szeptember végéig-október elejéig. Önmegporzó vagy rovarok porozzák be.
Kertekben, parkokban, tarlókon, erdei nyiladékokban gyakori növény. Fénykedvelő, de tűri az árnyékolást. A nedves, üde, semleges kémhatású talajt preferálja. 

## Felhasználása
Levelei ehetőek, kellemesen savanyú ízűek, de oxálsavtartalma miatt nagyobb mennyiségben fogyasztva megköti a szervezet kalciumtartalékait, a kalcium-oxalát kristályok pedig károsíthatják a vesét. Sok C-vitamint tartalmaz. A növényből főzéssel sárgás-narancssárgás festékanyag készíthető.

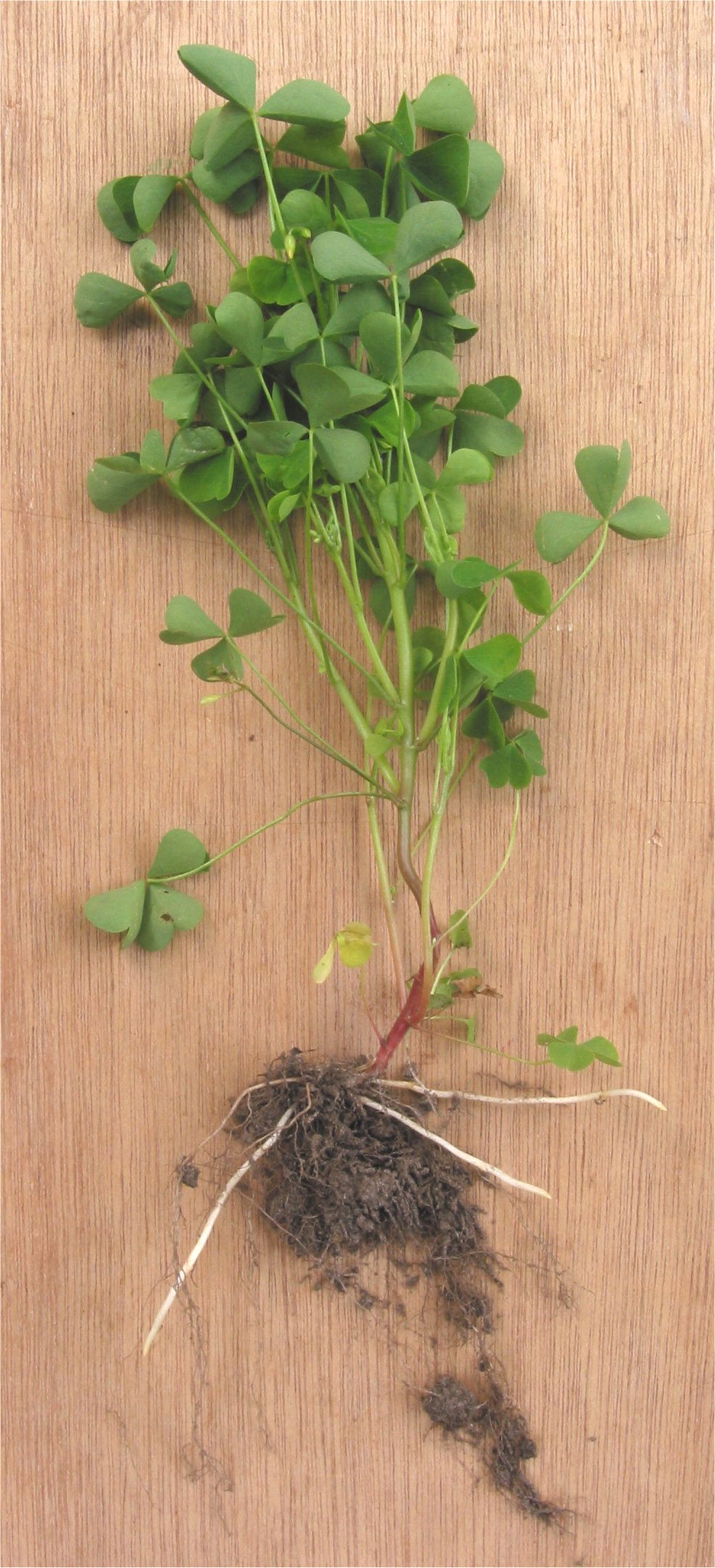
Kiásott növény
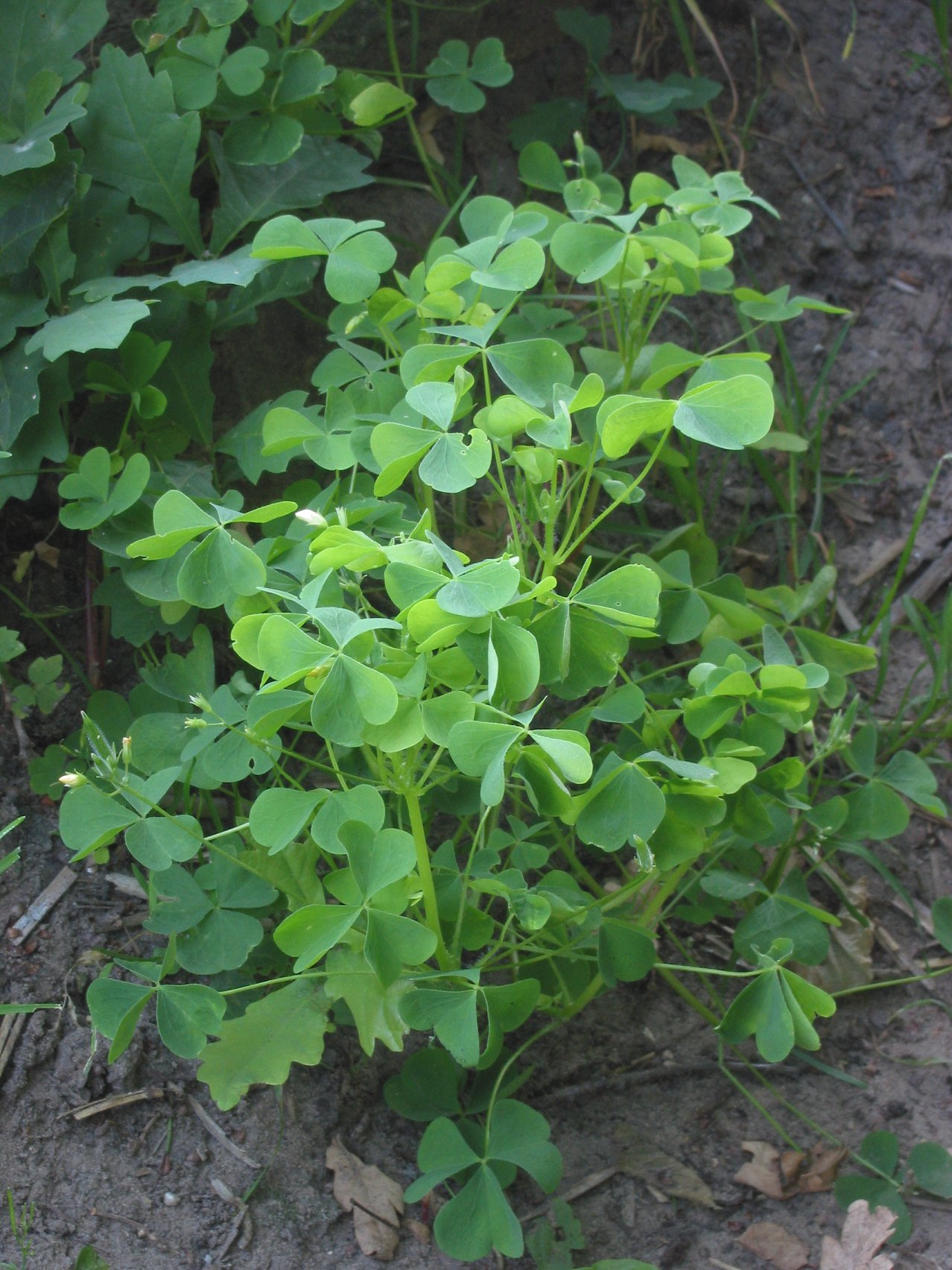
Habitusa
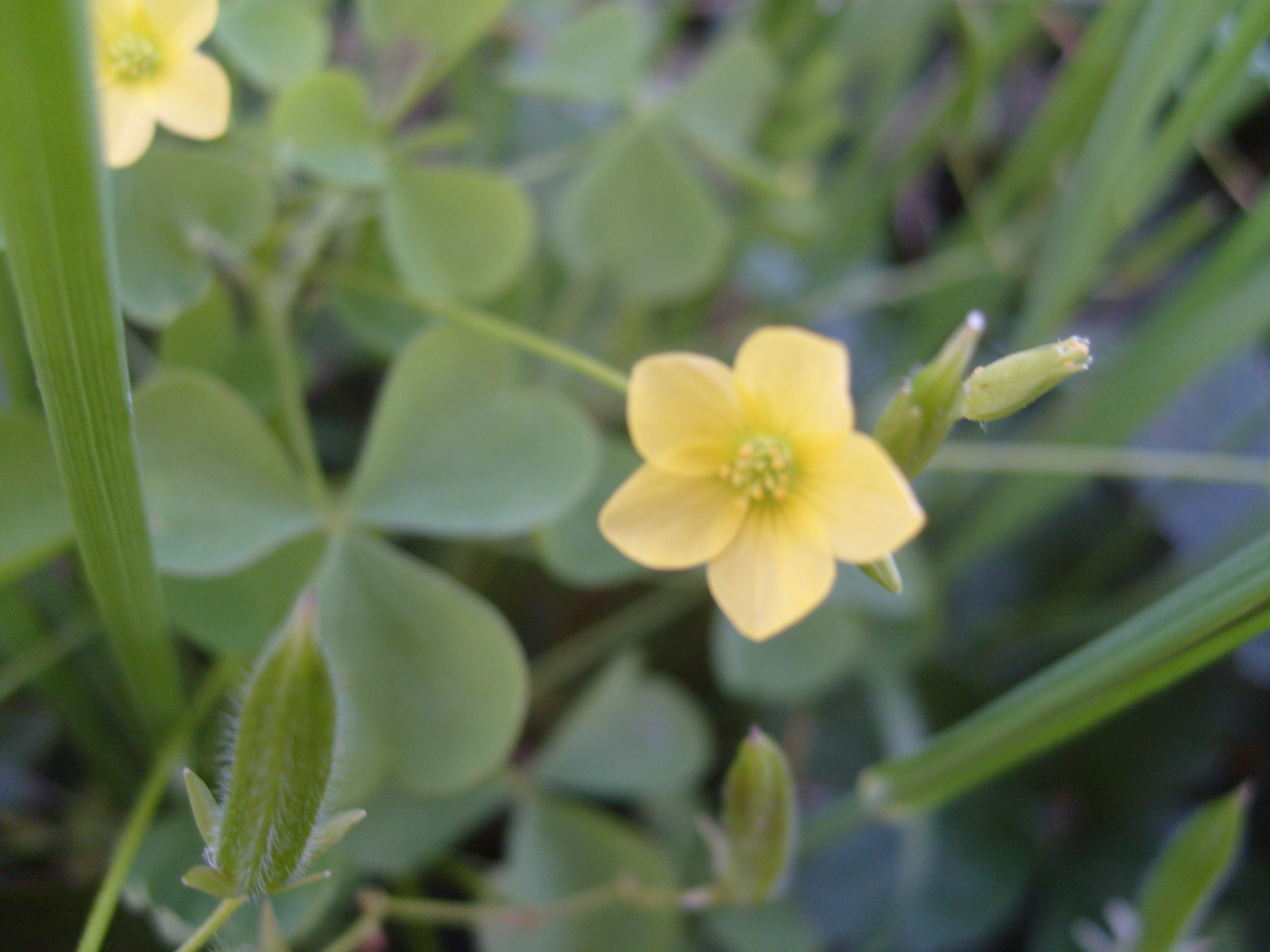
Virága
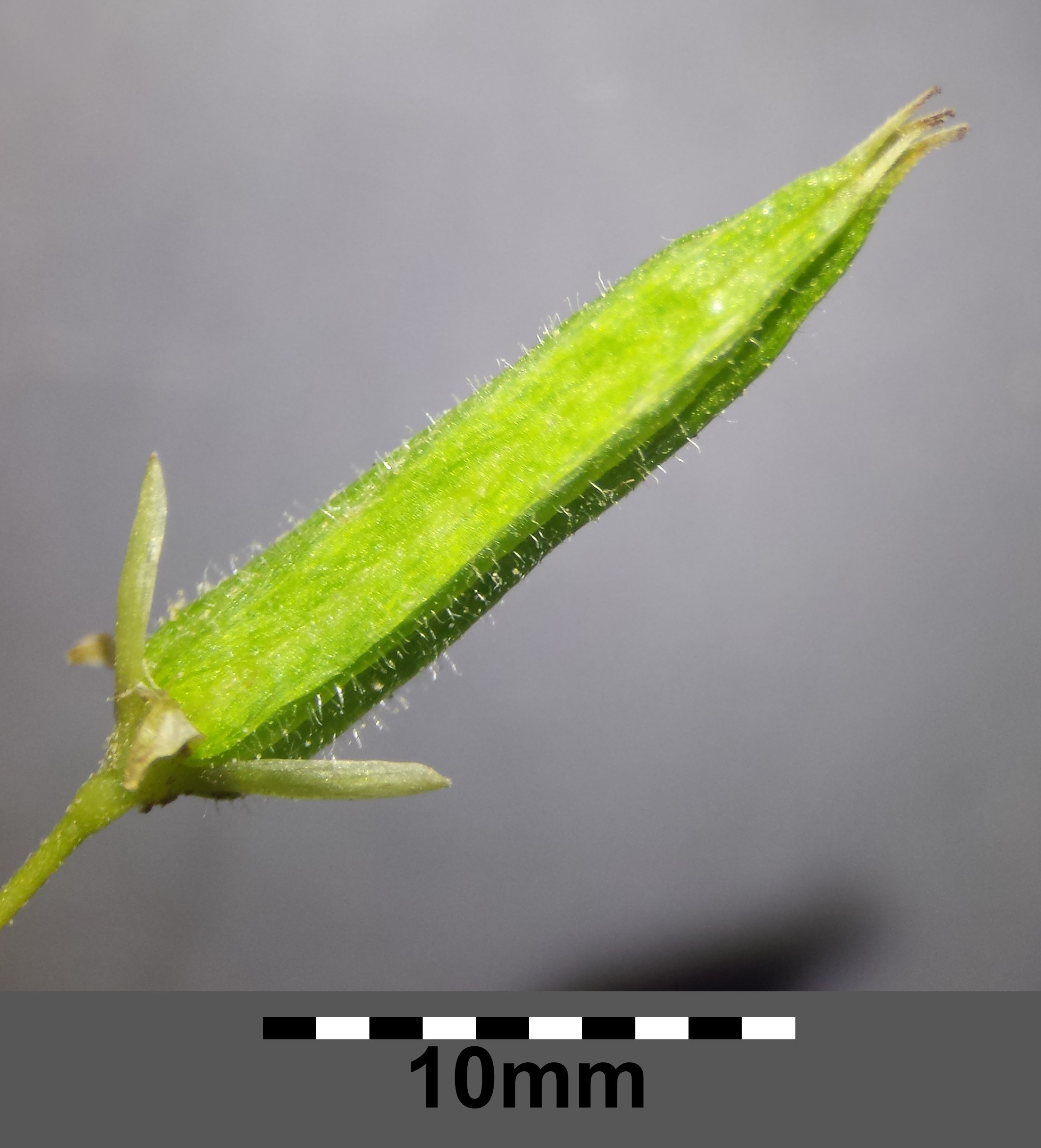
Termése